# Мајчино млеко
Мајчино млеко, људско млеко или хумано млеко је динамична, вишеструка течност која садржи хранљиве материје и биоактивне факторе потребне за здравље и развој новорођенчета, коју производе млечне жлезде након порођаја које се налазе у грудима (дојкама) жене. Оно је основна намирница и често једина храна у исхрани нооворођенчета у првих шест месеци живота, коју систем органа за варење може у потпуности да искористи за потребе раста и развоја. По свом саставу, мајчино млеко максимално задовољава нутритивне потребе детета током дојења јер садржи масти, протеине, угљене хидрате (лактозу и олигосахариде хуманог млека) и променљиви састав минерала и витамина. Мајчино млеко такође садржи супстанце које помажу у заштити одојчета од инфекције и упале, а истовремено доприносе здравом развоју имуног система и цревног микробиома и регулације раста детета.
Урађено је много истраживања о саставу мајчиног млека, али још увек се идентификује више компоненти мајчиног млека.
Сазревањем нооворођенчета повећавају се и потребе за енергијом, витаминима и минералима, па се одојчету уводи и исхрану поред мајчиног млека немлечна храна. Количина немлечне хране се постепено повећава, тако да је на крају прве године живота беби довољно само 500 милилитара млека дневно.

## Опште информације
Прво млеко којим породиља храни новорођенче зове се колострум. Праодукује се у малим количинама и богат је извор имунолошких заштитних фактора и фактора развоја. Савршено је за било коју гестацијску доб бебе када се роди. Ако је беба недоношче колострум ће јој пружити додатну заштиту.  
Мајчино млеко се потом мења да би задовољило потребе детета, али и даље наставља да пружа одличну исхрану, имунитет и друге здравствене и емоционалне предности за било које године узраста новорођенчета.  
На почетку храњења беба добија мајчино млеко са мањим садржајем масти. Пред крај храњења добија мајчино млеко које има више масти. Једноставно речено, што је дојка празнија, то је већи садржај масти и обрнуто. У раном делу дана, ако дојиља има веома пуне груди, садржај масти ће бити мањи. Касније током дана, како груди дојиље омекшају, садржај масти ће бити већи.   
Ако дојиља прати захтеве бебе и доји бебу кад год она тражи дојку, беба ће добити оно што јој је потребно.   
Укупан састав масти, протеина и угљених хидрата у мајчином млеку је прилично сличан од мајке до мајке, чак иу различитим деловима света. Мајка може минимално да утиче на концентрацију само неколико хранљивих материја у мајчином млеку, јер чак и ако има веома ограничену исхрану, обично дојиља продукује квалитетно млеко за своју бебу. 
Дојиља може да једете широк избор здраве хране за сопствено здравље и благостање, али њена исхрана има врло мали, ако уопште има, утицај на продукцију млека.   
Повремено беба која има склоност ка алергију или  нетолеранцију на одређену храну може реаговати на мајчино млеко, односно неке од састојака које мајка једе. У таквим случајевима мајка би требало да потражи савет од здравственог стручњака за дојење  или храњење одојчади, као и за алергије на храну и осетљивост. 
Иако неколико компоненти у мајчином млеку показују промене у количинама током дана у односу на ноћ (јер показују циркадијални ритам), нема доказа који би указивали на то да давање мајчиног млека дању или ноћу изазива било какве проблеме. Међутим, то је област за коју је потребно више истраживања, посебно када се ради о превремено рођеним бебама. 

### Мајчино млеко и имунизација
Иако дојење мајчиним млеком често смањује тежину болести код бебе, оно није замена за имунизацију, јер дојење не обезбеђује  беби потпуни имунитет на болести које се могу спречити вакцином. Вакцине развијене за борбу против тешких, по живот опасних болести као што су дечија парализа, дифтерија и морбила пружају додатну заштиту.   
Дојење мајчиним млеком такође може побољшати бебин одговор на неке вакцине. Дојене мајчиним млеком код бебе производи веће нивое антитела као одговор на неке вакцине него бебе храњене млечном формулом.

## Сасатав мајчиног млека